# Myrmecocichla melaena
El zorzal hormiguero de Rüppell (Myrmecocichla melaena) es una especie de ave paseriforme de la familia Muscicapidae endémica de África oriental. 

## Distribución y hábitat
Se encuentra únicamente en las montes rocosos del norte de Etiopía y Eritrea.